# Jožef Pogačnik (zdravnik)
Jožef Pogačnik, slovenski zdravnik otorinolaringolog, planinec * 18. marec 1878, Ljubljana, † 26. maj 1965, Ljubljana.

## Življenje in delo
Oče mu je bil gostilničar Štefan. Mati mu je bila Marija (roj. Šušteršič).
Pogačnik je obiskoval gimnazijo v Gradcu, Novem mestu in Ljubljani, kjer je 1896 maturiral. medicino je študiral na Dunaju in tam 30. marca 1905 promoviral. Po enoletni službi v ljubljanski splošni bolnišnici je šel v Gradec, kjer se je  4 leta specializiral in postal prvi asistent na tamkajšnji kliniki za bolezni ušes in grla. V naslednjih letih je obiskal tovrstne klinike na Dunaju, Berlinu, Parizu in drugod, ter s 1. nov. 1910 ponovno nastopil službo v  Ljubljani ter bil 1912 nameščen na kirurškem oddelku deželne bolnišnice kot specialist-laringolog, leta 1920 je postal  primarij.  Po njegovem prizadevanju se je 1927 ustanovil v ljubljanski bolnišnici oddelek za bolezni v ušes, nosu in grla. Na njem je uvedel moderne operativne metode in na svoje stroške zdravljenje z radijem. Novoustanovljenemu zavodu za novotvorbe v Ljubljani je 1937 omogočil iz svoje zaloge izdatnejše zdravljenje z radijem.
Pogačnik je o svojih spoznanjih  tudi pisal strokovne in poljudne članke. Izmed njegovih člankov v strokovnih medicinskih listih velja omeniti: Diphtherie und Tracheotomia inferior (Wien. Medizin. Wochenschrift, 1924); Über blutlose Tracheotomien (istotam 1924); Ein durch Operation geheilter Kleinhirnabzess (Medizin. Klinik, Wien 1927) in Ober operative Ausheilung von Hirnabszessen (Deutsche Medizin. Wochenschrift, Leipzig 1934). V domačih dnevnikih je priobčeval poljudne znanstvene članke, med drugim: K vprašanju radija za zdravljenje raka (1931); O operacijah mandeljnov (1992); Še o operacijah mandeljnov (1932),  Radij in rak (1935); Rak in njegovo zdravljenje (1935) in druge.
Pogačnik si je pridobil tudi nemalo zaslug za razvoj planinstva in turizma s tem, da je dal leta 1932 na lastne stroške napraviti na Šmarno goro novo plezalno stezo v dveh smereh (lažjo in težjo) in varnostne skobe ob izviru Savice.